# Rakovčík
Rakovčík est un village de Slovaquie situé dans la région de Prešov.

## Histoire
Première mention écrite du village en 1572.

## Démographie

### Évolution de la population
| Année:               | 1994. | 2004.   | 2014.   | 2024.    |
| -------------------- | ----- | ------- | ------- | -------- |
| Nombre de personnes: | 179   | 165     | 171     | 139      |
| Différence:          |       | -7,82 % | +3,63 % | -18,71 % |

| Année:               | 2023. | 2024.   |
| -------------------- | ----- | ------- |
| Nombre de personnes: | 141   | 139     |
| Différence:          |       | -1,41 % |